# Jean Marestan
Jean Marestan, pseudonyme de Gaston Havard, né à Liège le 5 mai 1874 et mort à Marseille le 31 mai 1951, est un conférencier anarchiste, néomalthusien, franc-maçon et pacifiste libertaire belge puis français.

## Biographie
Jean Marestan, de son vrai nom Gaston Havard, aurait été le fils naturel d’un médecin belge. La famille de sa mère, une Française musicienne et peintre, s’était exilée après la guerre franco-allemande.
Des revers de fortune l'obligèrent à interrompre des études médicales et il vint à Paris, attiré par les Lettres. Il s’installa sur la Butte Montmartre et fréquenta les ateliers de peintres, les milieux artistiques et connut les littérateurs d’avant-garde.
Il adhéra très vite au mouvement libertaire et il compte parmi les premiers rédacteurs du Libertaire, fondé en février 1895 par Sébastien Faure et Louise Michel. Plus tard, il collabora aussi à L’Anarchie animé par Albert Libertad.
Il s’installa à Marseille et anima, dès 1903, le groupe de jeunes sympathisants libertaires Les Précurseurs.
Signataire en 1904 d’un Manifeste contre la guerre en Extrême Orient, il collabora également au mensuel L’Action antimilitariste édité par l’Association internationale antimilitariste (AIA).
Dès cette époque, il commença à se faire connaître comme conférencier. Les problèmes sexuels l’intéressaient avant tout et il se joignit bientôt au groupe des néomalthusiens, apportant son concours à Génération consciente fondée en 1908 par Eugène Humbert.
En 1910, Jean Marestan publiait aux éditions de La Guerre sociale, son livre L’Éducation sexuelle qui obtint un réel succès, fut traduit en cinq langues et réédité plusieurs fois en France.

Mobilisé en 1914 comme infirmier, il reprendra après la guerre sa collaboration à la presse libertaire et participera également à L’Encyclopédie anarchiste de Sébastien Faure et à La Grande réforme, etc. Il a aussi été éditeur, d'abord des « Éditions rationalistes » (vers 1913) , puis des « Éditions Jean Marestan ». Bien que rédigeant avec Madeleine Pelletier l'entrée concernant le féminisme de cette encyclopédie, il se montre très critique de cette dernière et de son choix de célibat militant, ainsi que de ses positions sur l'avortement. Il écrit également des propos très durs envers les femmes souhaitant se masculiniser.
Rien n’a fait plus de mal au féminisme, rationnellement compris, que cette sorte de masculinisme de fait, sinon de théorie, dans lequel se sont complu certaines militantes féministes, en s’efforçant de contrefaire les hommes presque dans la coupe de leurs vêtements, jusque dans leurs vices et leurs laideurs,
En 1936, à la suite d'un voyage en URSS, il publie un ouvrage critique : L'Émancipation sexuelle en URSS.
Pendant la Seconde Guerre mondiale, Marestan s’occupa d’insoumission et de résistance. Il fut arrêté le 26 février 1943 et resta emprisonné une centaine de jours à la prison Saint-Pierre de Marseille. Il en profita pour écrire À Marseille, sous l'occupation allemande. Souvenirs de la prison Saint-Pierre.
Après la Libération, il maintint des rapports étroits avec les milieux anarchistes. En 1949, il effectua, sous l’égide de la Fédération anarchiste, une série de conférences sur L’Éducation sexuelle, à Clermont-Ferrand, Saint-Étienne et Roanne.

### Engagement dans la franc-maçonnerie

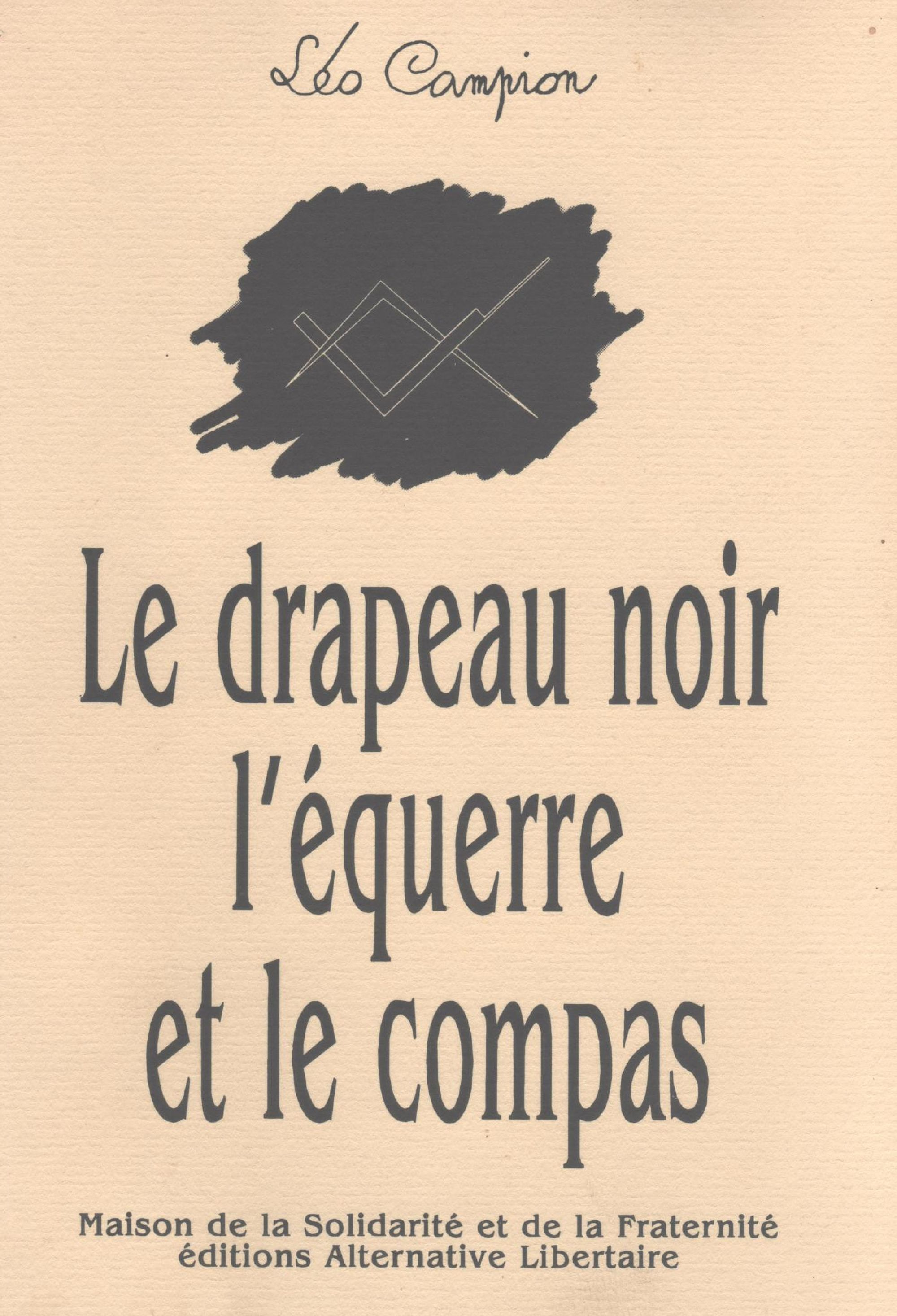
Léo Campion, Le Drapeau noir, l'Équerre et le Compas : les Maillons libertaires de la Chaîne d'Union, Éditions Alternative libertaire, 1996.

Jean Marestan a été initié en franc-maçonnerie à la Loge Parfaite Union du Grand Orient de France à Marseille. Cet Atelier compta parmi ses membres plusieurs anarchistes dont Voline.

## Œuvres
- Le Merveilleux et l’homme coupé en morceaux, Société des journaux spiritualistes réunis, 1901, 64 p.
- Le Mariage, l'Amour Libre et la Libre Maternité, Éditions de Génération consciente, 1911[8].
- L’Éducation sexuelle, Paris, La Guerre Sociale, 1910[9].
- Biribi d’hier et d’aujourd’hui, Marseille, Éditions rationalistes, s. d. (vers 1913)
- Le Mariage, le divorce et l’union libre (1927)
- L’Émancipation sexuelle en URSS : impressions de voyages et documents (1936)
- L’Impudicité religieuse (vers 1934-1939)
- Nora ou la Cité interdite (Provencia, 1950)

## Notices
- Dictionnaire des anarchistes, « Le Maitron » : notice biographique.
- Dictionnaire biographique, mouvement ouvrier, mouvement social, « Le Maitron » : notice biographique.
- Dictionnaire international des militants anarchistes : notice biographique.
- Institut international d'histoire sociale (Amsterdam) : bibliographie.
- Catalogue général des éditions et collections anarchistes francophones : notice.
- L'Éphéméride anarchiste : notice.